# ウルトラトップ50
ウルトラトップ50シングルス (Ultratop 50 singles) はベルギーのフランデレン地域で最も売れているシングル上位50位の週間チャート。単にウルトラトップ50 とも言い、ウルトラトップが集計・発表する。このチャートは1995年3月31日から続いている。1995年より前には、公式週間チャートは Vlaamse Radio- en Televisieomroeporganisatie が "VRT Top 30" という名で発表していた。ウルトラトップ50 はオランダ語、フランス語、英語で発表されており、ベルギーのラジオ局 MNM とテレビ局 TMF Flanders で放送される。
ワロン地域のシングル売上についてウルトラトップが発表する週間チャートとしては「ウルトラトップ40シングルス」がある。
ウルトラトップが発表するチャートのうち、似たような名前のものが3つある。まず、週間アルバム売上を表した「ウルトラトップ50アルバム」というものがあり、これはフランデレン地域版とワロン地域版の2つがある。あと1つが「ウルトラトップ50オルタナティブ・アルバム」である。これらのチャートも全て、3言語で発表される。